# Coubron
Coubron là một xã trong vùng hành chính Île-de-France, thuộc tỉnh Seine-Saint-Denis, quận Le Raincy, tổng Montfermeil. Tọa độ địa lý của xã là 48° 54' vĩ độ bắc, 02° 34' kinh độ đông. Coubron nằm trên độ cao trung bình là 75 mét trên mực nước biển, có điểm thấp nhất là 61 mét và điểm cao nhất là 126 mét. Xã có diện tích 4,14 km², dân số vào thời điểm 1999 là 4.620 người; mật độ dân số là 1.116 người/km².

## Thông tin nhân khẩu
| 1946 | 1954  | 1962  | 1968  | 1975  | 1982  | 1990  | 1999  |
| ---- | ----- | ----- | ----- | ----- | ----- | ----- | ----- |
| 740  | 1 039 | 1 236 | 2 179 | 3 385 | 4 296 | 4 784 | 4 612 |